# 文氏电桥
文氏电桥（英語：Wien bridge oscillator）也称为桥式正弦波振荡电路，是利用電阻與電容作為迴授的一种电桥型振盪器，工作頻率可達約幾MHz左右。將輸出接至一電阻（{\displaystyle R_{3}}）與電容（{\displaystyle C_{1}}）串聯之電抗（{\displaystyle X_{s}}）串接一電阻（{\displaystyle R_{4}}）與電容（{\displaystyle C_{2}}）並聯之電抗（{\displaystyle X_{p}}），再將{\displaystyle X_{p}}之電壓回授至輸入端，此方式稱為韋恩橋式震盪器或韋恩橋式震盪電路。
{\displaystyle X_{s}=R_{4}-jX_{C1}}
{\displaystyle X_{p}=R_{3}//jX_{C2}={R_{3}\cdot -jX_{C2} \over R_{3}-jX_{C2}}}
迴授電路如下：
{\displaystyle \beta (s)={X_{p} \over {X_{s}+X_{p}}}}
{\displaystyle ={R_{3}\cdot -jX_{C2} \over {(R_{4}-jX_{c1})\cdot (R_{3}-jX_{C2})+R_{3}\cdot -jX_{C2}}}}
{\displaystyle ={R_{3}X_{C2} \over (R_{4}X_{C2}+R_{3}X_{C1}+R_{3}X_{C2})+j(R_{3}R_{4}-X_{C1}X_{C2})}}
利用巴克豪生準則，震盪時虛部為零，增益為1。
故虛部之{\displaystyle R_{3}R_{4}-X_{C1}X_{C2}=0}；
回路增益{\displaystyle \beta A={R_{3}X_{C2} \over (R_{4}X_{C2}+R_{3}X_{C1}+R_{3}X_{C2})}\cdot A=1}
若{\displaystyle R_{3}=R_{4}=R}；{\displaystyle X_{C1}=X_{C2}=X}
{\displaystyle \beta ={1 \over 3}}
增益必須為 {\displaystyle A=3}始可滿足振盪之要求。